# Martin Kobylański
Martin Kobylański (Berlino, 8 marzo 1994) è un calciatore tedesco naturalizzato polacco, attaccante del Waldhof Mannheim.

## Biografia
Ha un padre, anch'esso calciatore, di nome Andrzej.

## Carriera

### Club
Ha militato fin dalle giovanili nell'Energie Cottbus. Vanta diverse presenze nella squadra B e in prima squadra. Nell'agosto del 2012 passa al Werder Brema, dove giocherà diverse partite tra squadra B e prima squadra. Nel 2015 passa in prestito all'Union Berlino, ma un anno dopo fa ritorno nel Werder Brema, sempre oscillando tra squadra B e prima squadra. Nel 2016 passa al Lechia Danzica, rimanendoci per un anno. Nel 2017, passa in prestito al Preußen Münster, squadra militante in 3. Liga, che lo acquisterà a titolo definitivo nello stesso anno. Nel 2019 viene acquistato dall'Eintracht Braunschweig, sempre militante in 3. Liga, con la quale ottiene la promozione in Bundesliga 2.

### Nazionale
Ha giocato sia nelle nazionali giovanili tedesche che in quelle polacche.